# 阿瑞克航空
阿瑞克航空是一間位於奈及利亞的航空公司，於2002年創立，並在2006年時接收倒閉的奈及利亞航空所有資產。

## 簡介
其總部位於奈及利亞 拉各斯州中的伊凱賈，草創時期由兩架CRJ-900營運國內航線。爾後資金足夠後開始購買外國所退役的長程飛機，並開始營運國際航線，現在其提供多條從奈及利亞出發至鄰國、北美洲以及歐洲的航線。

## 目的地

### 奈及利亞國內線
- 由穆爾塔拉·穆罕默德國際機場與納姆迪·阿齊基韋國際機場出發的多條國內航線。

## 機隊

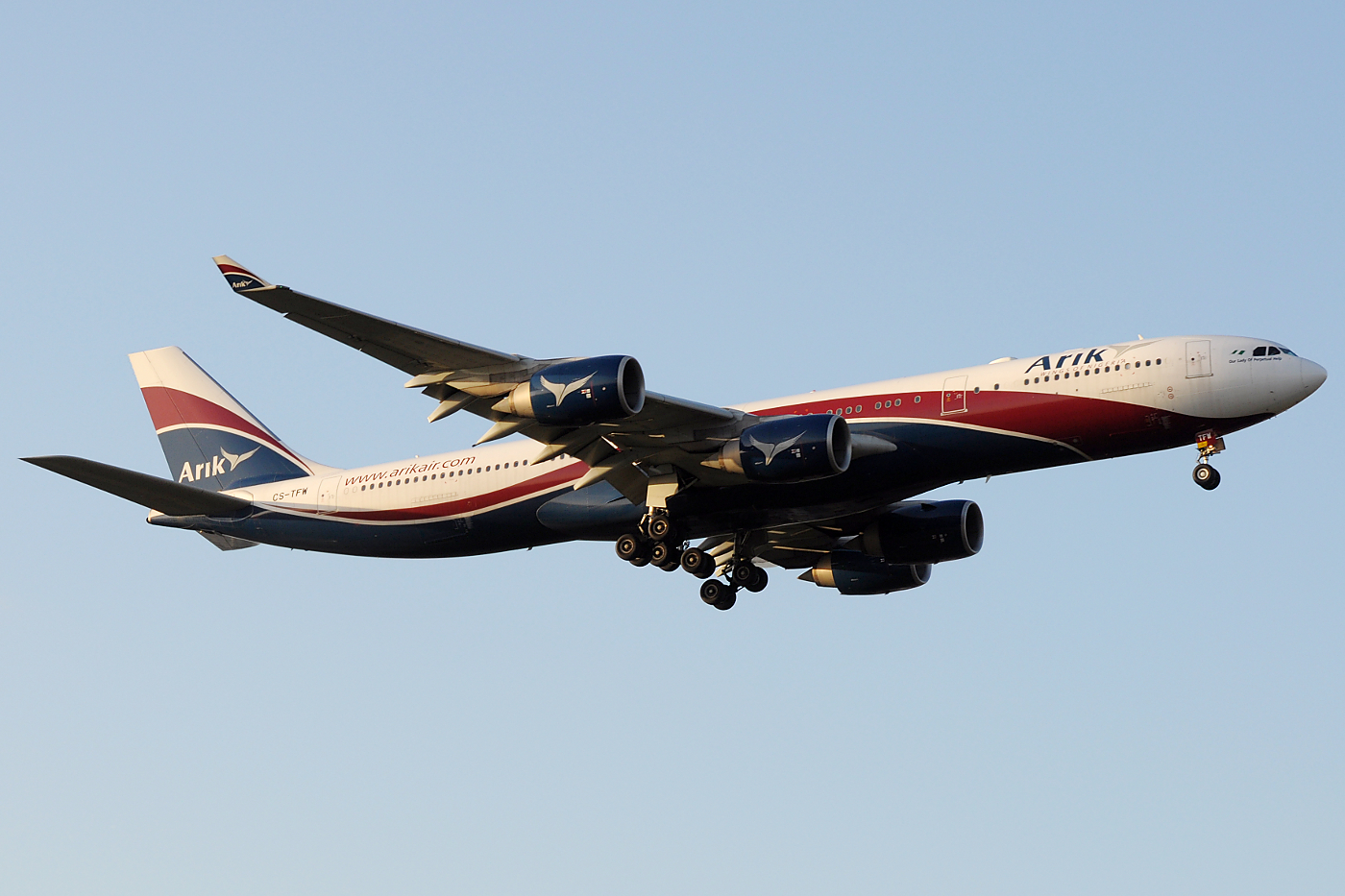
阿瑞克航空A340-500在倫敦希斯洛機場

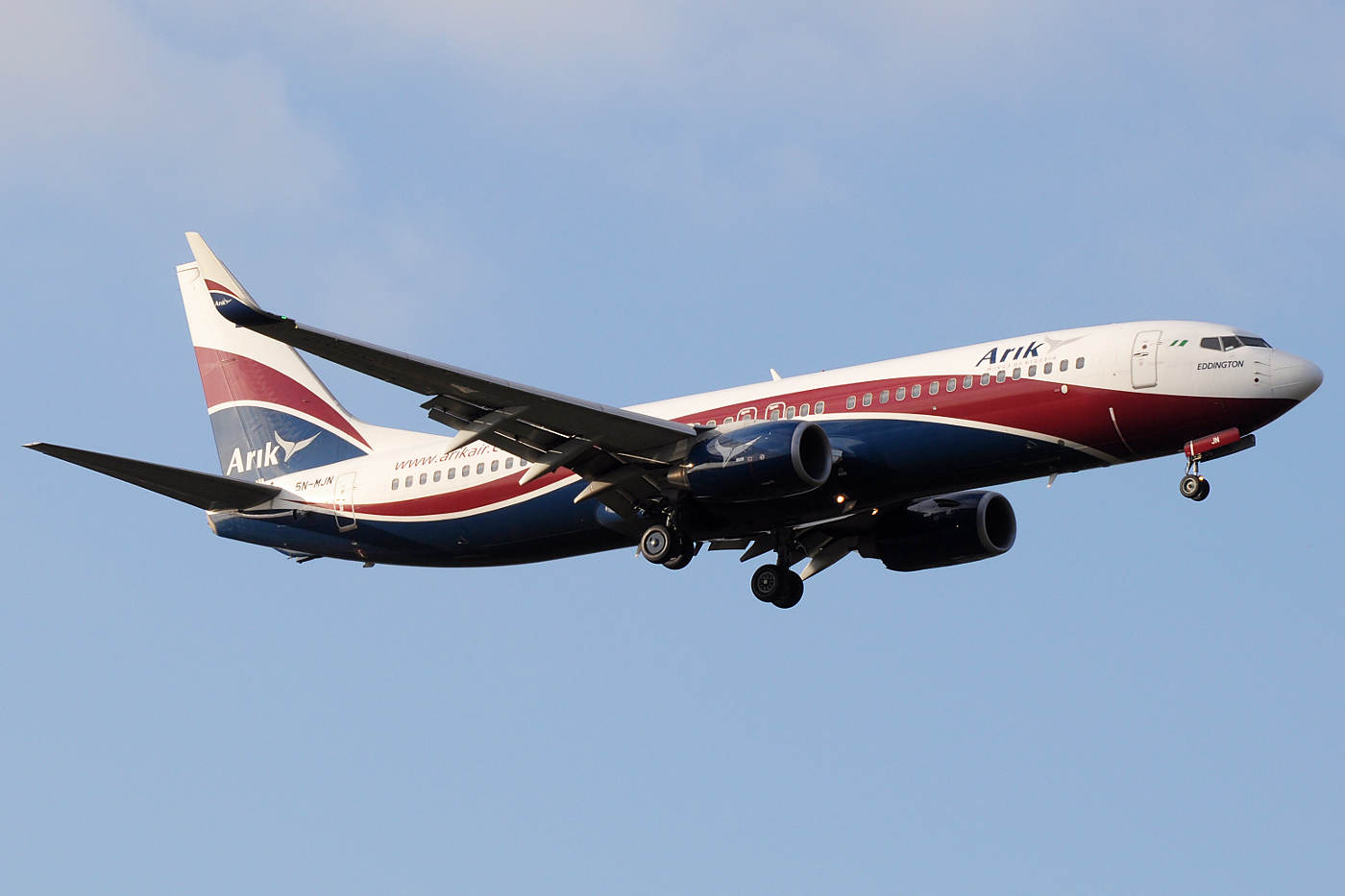
阿瑞克航空B737-800降落中

### 國際線
非洲
- 安哥拉：羅安達
- ：波多諾伏
- 布吉納法索：瓦加杜古
- ：班珠爾
- ：阿克拉
- ：巴馬科
- 塞内加尔：達卡
- ：自由城
- 南非：約翰尼斯堡

歐洲
- 英国：倫敦-希斯洛

中東
- 阿联酋：阿布達比

北美洲
- 美国：紐約-甘迺迪